# Kendra Khottamdi
Kendra Khottamdi è una suddivisione dell'India, classificata come census town, di 7.090 abitanti, situata nel distretto di Bardhaman, nello stato federato del Bengala Occidentale. In base al numero di abitanti la città rientra nella classe V (da 5.000 a 9.999 persone).

## Geografia fisica
La città è situata a 23° 42' 58 N e 87° 12' 57 E
.

## Società

### Evoluzione demografica
Al censimento del 2001 la popolazione di Kendra Khottamdi assommava a 7.090 persone, delle quali 3.850 maschi e 3.240 femmine. I bambini di età inferiore o uguale ai sei anni assommavano a 936, dei quali 512 maschi e 424 femmine. Infine, coloro che erano in grado di saper almeno leggere e scrivere erano 4.252, dei quali 2.670 maschi e 1.582 femmine.